# Jackson Muleka
Jackson Muleka Kyanvubu (Lubumbashi, 4 oktober 1999) is een Congolees voetballer die sinds 2022 onder contract ligt bij Beşiktaş.

## Clubcarrière

### TP Mazembe
Muleka startte zijn seniorencarrière bij TP Mazembe. Daar begon hij als vleugelspeler, omdat er al een spits was die de naar KRC Genk vertrokken Mbwana Samatta moest opvolgen. Toen die spits geblesseerd raakte, schoof Muleka door naar het midden. In de seizoenen 2018/19 en 2019/20 werd hij topschutter van de Congolese competitie, in het seizoen 2019/20 werd hij ook topschutter van de CAF Champions League. Het leverde hem interesse op van de Egyptische topclub Al-Ahly.

### Standard Luik
Muleka maakte in september 2020 de overstap van TP Mazembe naar Standard Luik. Een jaar eerder stond hij ook in de belangstelling van RSC Anderlecht en Antwerp FC. In het begin van zijn eerste seizoen groeide hij niet meteen uit tot de absolute aanvalsleider van Standard, maar naarmate het seizoen vorderde werd hij alsmaar belangrijker. Zo was hij in de laatste vier wedstrijden van de reguliere competitie trefzeker (tegen KRC Genk, KAA Gent, KAS Eupen en Beerschot VA) en was hij ook belangrijk in de bekercampagne van Standard met het enige doelpunt in de kwartfinale tegen Club Brugge en een goal in de met 1-2 verloren bekerfinale. Muleka klokte in zijn eerste seizoen bij Standard af op twaalf goals in alle competities.

## Clubstatistieken
| Seizoen         | Club            | Land                    | Competitie         | Competitie | Competitie | Beker | Beker | Internationaal | Internationaal | Totaal | Totaal |
| Seizoen         | Club            | Land                    | Competitie         | Wed.       | Dlp.       | Wed.  | Dlp.  | Wed.           | Dlp.           | Wed.   | Dlp.   |
| --------------- | --------------- | ----------------------- | ------------------ | ---------- | ---------- | ----- | ----- | -------------- | -------------- | ------ | ------ |
| 2017/18         | TP Mazembe      | Vlag van Congo-Kinshasa | Linafoot           | ?          | ?          | ?     | ?     | 9              | 2              | 9      | 2      |
| 2018/19         | TP Mazembe      | Vlag van Congo-Kinshasa | Linafoot           | ?          | ?          | ?     | ?     | 12             | 5              | 12     | 5      |
| 2019/20         | TP Mazembe      | Vlag van Congo-Kinshasa | Linafoot           | ?          | ?          | ?     | ?     | 10             | 7              | 10     | 7      |
| 2020/21         | Standard Luik   | Vlag van België         | Jupiler Pro League | 23         | 9          | 5     | 3     | 5              | 0              | 33     | 12     |
| 2021/22         | Standard Luik   | Vlag van België         | Jupiler Pro League | 19         | 2          | 2     | 1     | —              | —              | 21     | 3      |
| 2021/22         | → Kasımpaşa     | Vlag van Turkije        | Süper Lig          | 14         | 12         | 0     | 0     | —              | —              | 14     | 12     |
| 2022/23         | Beşiktaş        | Vlag van Turkije        | Süper Lig          | 29         | 5          | 3     | 1     | —              | —              | 32     | 6      |
| 2023/24         | Beşiktaş        | Vlag van Turkije        | Süper Lig          | 30         | 4          | 5     | 2     | 12             | 3              | 47     | 9      |
| 2024/25         | Beşiktaş        | Vlag van Turkije        | Süper Lig          | 1          | 0          | 0     | 0     | 0              | 0              | 1      | 0      |
| 2024/25         | → Al Kholood    | Vlag van Saoedi-Arabië  | Saudi Pro League   | 29         | 7          | 1     | 0     | 0              | 0              | 30     | 7      |
| 2025/26         | Al Kholood      | Vlag van Saoedi-Arabië  | Saudi Pro League   | 0          | 0          | 0     | 0     | 0              | 0              | 0      | 0      |
| Carrière totaal | Carrière totaal | Carrière totaal         | Carrière totaal    | 145        | 39         | 16    | 7     | 48             | 17             | 209    | 63     |

Bijgewerkt tot en met het seizoen 2024/25.

## Interlandcarrière
Muleka maakte op 18 september 2019 zijn interlanddebuut voor Congo-Kinshasa. In de vriendschappelijke interland tegen Rwanda kreeg hij een basisplaats.